# Râul Valea Mărului, Olt
Râul Valea Mărului, Olt, este un curs de apă, afluent al râului Olt. 

## Generalități
Râul Valea Mărului, Olt, nu are afluenți semnificativi. 